# Mohammed Fazazi

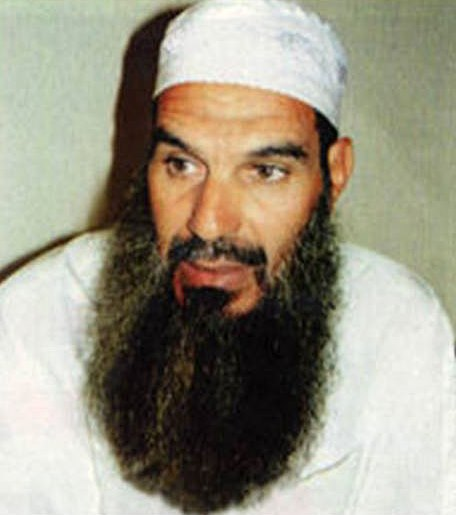
Mohammed Fazazi

Mohammed Fazazi (arabisch محمد بن محمد الفزازي Muhammad ibn Muhammad al-Fazazi; frz. Transkription: Mohamed Fizazi; * 1949 in Marnissa nahe Taza, Marokko) ist ein muslimischer salafistischer Geistlicher und verurteilter Terrorist marokkanischer Herkunft. An der al-Quds-Moschee Hamburg hielt er Freitagspredigten, bei denen unter anderem Täter der späteren Terroranschläge am 11. September 2001 in den USA anwesend waren.

## Leben und Wirken
Fazazi predigte Ende der 1990er Jahre als Gast-Imam unter anderem in der Al-Quds-Moschee Hamburg und erteilte in diesem Rahmen „Lektionen“ in islamischer Lebensführung, die auf Video aufgenommen und vermarktet wurden. Drei der vier Selbstmordpiloten der Terroranschläge am 11. September 2001 in den USA waren regelmäßige Hörer seiner Predigten und standen in engem Kontakt zu ihm.
Auszug aus einer Hasspredigt von Fazazi: „Die Ungläubigen haben uns die Armut gebracht und uns gezwungen, nach Europa auszuwandern. Und hier geben sie uns nichts als Krümel und Almosen. Wir machen die Arbeit, die die Deutschen nicht tun wollen, waschen Teller, putzen Toiletten. […] wir arbeiten für sie wie Sklaven. […] Du hast die Aufgabe, die Herrschaft der Ungläubigen zu beseitigen, ihre Kinder zu töten, ihre Frauen zu erbeuten und ihre Häuser zu zerstören. Sei in dieser Welt wie ein Fremder. Sei kein Gefangener deines Geldes. Dschihad ist die einzige Lösung, diese Welt zu verändern. […] Die Demokratie ist die Religion der Ungläubigen und wird der ganzen Welt aufgezwungen. Das Volk wählt eine Partei von selbst ernannten Götzen. Wenn europäische Parlamente Feindseligkeiten gegen Muslime anzetteln, ist die Bevölkerung mitverantwortlich, denn sie beteiligt sich durch Wahlen, Steuern, Presse. Die Presse ist ja die vierte Macht im Staate. Deshalb sind diese Ungläubigen Krieger. Und da sie Krieger sind, sind ihre Vermögen, ihre Ehre, ihre Seelen und alles, was sie besitzen, für die Muslime antastbar.“
Im Jahre 2003 wurde Fazazi in Spanien als Mitglied der Gruppe, die die Anschläge von Casablanca verübte, verhaftet und zu 30 Jahren Haft verurteilt.

## Rezeption
Der Film Hamburger Lektionen von Romuald Karmakar stellt diese Aufrufe zum Hass, analog zu Karmakars „Himmlerprojekt“, kommentarlos dar, indem aus zwei seiner Reden aus dem Jahr 2000 (Januar) von Manfred Zapatka rezitiert wird. Laut Karmakar sagt Fazazi in seinen ‚Lektionen‘ deutlich, dass jeder so genannte Ungläubige, der wählen gehe, damit eine Regierung unterstütze, die muslimische Länder unterdrücke. Und deswegen per se ein ‚Krieger‘ sei, der getötet werden müsse.